# 김영건
김영건(1984년 11월 24일 ~ )은 대한민국의 장애인 탁구 선수이다. 2004년 아테네 패럴림픽을 시작으로 2024년 파리 패럴림픽까지 여섯 번의 패럴림픽 대회에 출전한 베테랑으로, 5개의 패럴림픽 메달과 7개의 장애인 아시안 게임의 메달을 보유하고 있다. 

## 경력
김영건은 13세 때 척수염으로 인해 하반신이 마비되었는데, 16세 때 장애인복지관에서 우연히 탁구를 접해 시작하게 되었다. 2002년 처음으로 출전한 2002 부산 아시아 태평양 장애인경기대회에서 C3 단식과 단체전에서 2관왕에 오른 데 이어, 20세의 나이로 처음 출전한 2004 아테네 패럴림픽에서는 C3 단식과 C3 단체전에서 금메달을 따내며 2관왕에 올랐다.
2024 파리 패럴림픽에 출전한 김영건은 C4 단식에서 금메달을 따냈다. 16강에서 준결승까지 단 한 번도 풀세트 접전을 펼치지 않았던 김영건은 태국의 완차이 차이우트를 상대로 5세트까지 가는 풀세트 접전 끝에 세트 스코어 6-11, 11-9, 11-7, 9-11, 11-5로 금메달을 따내며, 개인 통산 다섯 번째 패럴림픽 금메달을 품에 안았다.